# Port lotniczy Qaarsut
Port lotniczy Qaarsut (IATA: JQA, ICAO: BGUQ) – port lotniczy położony w Qaarsut, na Grenlandii.

## Linie lotnicze i połączenia
| Linia Lotnicza | Kierunek                  |
| -------------- | ------------------------- |
| Air Greenland  | 1. Ilulissat 2. Uummannaq |